# Makoto Sugiyama
Makoto Sugiyama (jap. 杉山 誠, Sugiyama Makoto; * 17. Mai 1960 in Fujieda) ist ein ehemaliger japanischer Fußballspieler.

## Karriere

### Verein
Sugiyama spielte in der Jugend für die Landwirtschaftsuniversität Tokio. Er begann seine Karriere bei Nissan Motors, wo er von 1983 bis 1991 spielte. Er trug 1988/89 und 1989/90 zum Gewinn der Japan Soccer League bei. Danach spielte er bei Kashima Antlers (1991–1993) und Kyoto Purple Sanga (1994–1996). 1996 beendete er seine Spielerkarriere.

### Nationalmannschaft
Mit der japanischen Nationalmannschaft qualifizierte er sich für die Junioren-Fußballweltmeisterschaft 1979.

## Errungene Titel
- Japan Soccer League: 1988/89, 1989/90
- JSL Cup: 1988, 1989, 1990
- Kaiserpokal: 1983, 1985, 1988, 1989